# Карой Куен-Гедерварі
Карой Куен-Гедерварі (угор. Khuen-Héderváry Károly; 23 травня 1849, Бад-Грефенберг — 16 лютого 1918, Будапешт) — угорський державний діяч.

## Біографія
Граф Карой Куен-Білаші народився в родині великих землевласників. Він був первістком з сімох дітей графа Антона III Куен-Білаші і баронеси Анхеліки Ізденчі де Моностор. У 1873, після смерті далекого родича по материнській лінії, графа Гедерварі, Карой успадкував його маєток і прізвище, ставши з тих пір графом Кароєм Куен-Гедерварі.
На початку 1870-х граф Карой був обраний в ландтаг Хорватії і делегований в угорський рейхстаг. У 1881-1883 був губернатором комітату Дьйор. У 1883 призначений баном Хорватії, Славонії і Далмації.
| “                                           | На цій посаді він проявив себе вірним слугою корони і енергійним адміністратором, але спровокував ненависть всіх більш-менш передових елементів народу. Конфіскація газет і книг практикувалася ним досить широко, утиск свободи зібрань - теж. | ” |
| —Енциклопедичний словник Брокгауза і Єфрона | |   |

З ім'ям Гедерварі пов'язана також політика жорсткої мадяризації переважно слов'янських територій, що знаходилися під його керівництвом. В остаточному підсумку, як етнократична політика, так і сильна заплутаність дій його керівництва у фінансовій сфері, привели в 1903 до широких народних хвилювань в Хорватії. В результаті яких, в області було введено воєнний стан, а Гедерварі звільнений зі своєї посади.
Однак, Куен-Гедерварі симпатизував імператор і король Франц Йосиф I і в тому ж 1903 запропонував йому повторно (після невдалої спроби 1894) сформувати уряд Угорщини. Куен-Гедерварі зайняв пост міністра-президента, на якому, втім, утримався лише кілька місяців. 29 липня депутат Пап (від партії Кошута) заявив, що уряд через підставну особу запропонувало йому 10000 крон за відмову від опозиції, гроші він взяв, щоб мати в руках доказ, і тепер кладе їх на стіл палати. Через кілька днів губернатор міста Фіуме, Ласло Сапар (особистий друг Гедерварі), зізнався, що підкуп був їм здійснений без відома міністра-президента. Партія незалежності зажадала призначення слідчої комісії; Гедерварі погодився, з'явився в комісію для дачі показань і був виправданий нею; все-таки 10 серпня він повинен був подати у відставку. Після спроб скласти новий кабінет з іншою особою на чолі, під час яких старий кабінет Гедерварі зберігав свої портфелі, король 22 вересня знову звернувся до Гедерварі, який виконав доручення, але і цей уряд утримався дуже недовго. В Угорщині панувало сильне невдоволення, викликане наказом короля, котрим підкреслювалася єдність австрійської та угорської армій. Куен-Гедерварі виголосив в угорському парламенті промову на захист Кьорбера і австрійської політики. Ця промова привела до його падіння. Наприкінці вересня він подав у відставку, продовжуючи виконувати свої обов'язки до утворення кабінету Тиси (30 жовтня 1903). У 1904-1905 Гедерварі займав в цьому уряді міністерський пост.
Повторно на чолі угорського уряду Гедерварі з'явився в 1910-1912.

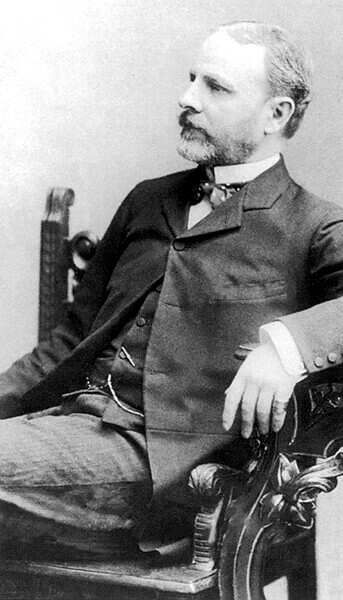
Карой Куен-Гедерварі
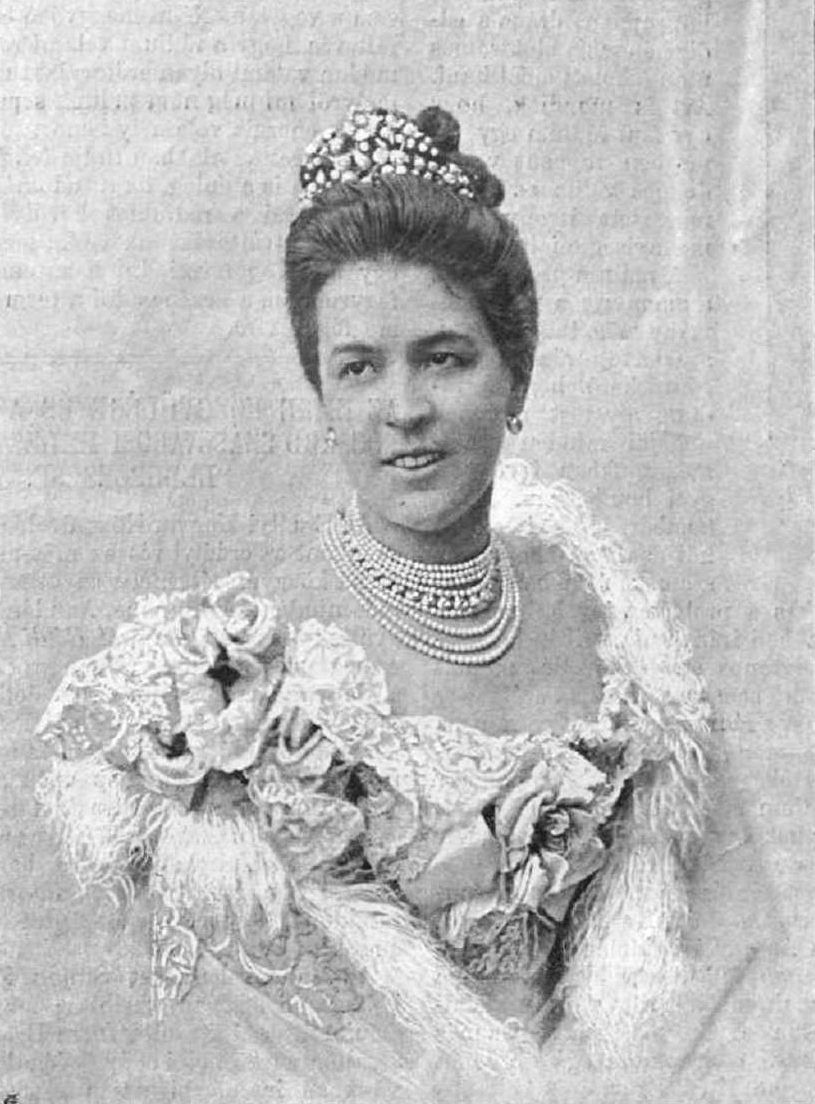
Маргарет Телекі, його дружина